# Саймон Лі Еванс
Сімон Лі Еванс (англ. Simon Lee Evans; нар. 13 жовтня 1975, Бангор, Уельс) — валлійський футбольний арбітр. Арбітр ФІФА з 2004.
Обслуговує матчі валлійської Прем'єр-ліги, судив відбіркові матчі до Євро-2012 та Євро-2016, а також відбіркові матчі до чемпіонатів світу 2010 та 2014 років.

## Матчі національних збірних
| Дата              | Збірні                            | Рахунок | Турнір               | ЖК | YK · YK · RK | RK |
| ----------------- | --------------------------------- | ------- | -------------------- | -- | ------------ | -- |
| 24 травня 2008    | Ірландія – Сербія                 | 1 – 1   | Товариський матч     | 4  | 0            | 0  |
| 20 серпня 2008    | Ісландія – Азербайджан            | 1 – 1   | Товариський матч     | 5  | 0            | 0  |
| 10 вересня 2008   | Андорра – Білорусь                | 1 – 3   | Кваліфікація ЧС 2010 | 5  | 0            | 0  |
| 3 вересня 2010    | Сан-Марино – Нідерланди           | 0 – 5   | Кваліфікація ЧЄ 2012 | 5  | 0            | 0  |
| 7 червня 2011     | Австрія – Латвія                  | 3 – 1   | Товариський матч     | 1  | 0            | 3  |
| 7 жовтня 2011     | Боснія і Герцеговина – Люксембург | 5 – 0   | Кваліфікація ЧЄ 2012 | 2  | 0            | 0  |
| 11 вересня 2012   | Словаччина – Ліхтенштейн          | 2 – 0   | Кваліфікація ЧС 2014 | 7  | 0            | 0  |
| 14 листопада 2012 | Ізраїль – Білорусь                | 1 – 2   | Товариський матч     | 0  | 0            | 0  |
| 14 серпня 2013    | Фінляндія – Словенія              | 2 – 0   | Товариський матч     | 4  | 0            | 0  |
| 7 вересня 2014    | Фарерські острови – Фінляндія     | 1 – 3   | Кваліфікація ЧЄ 2016 | 5  | 0            | 0  |
| 9 жовтня 2014     | Ліхтенштейн – Чорногорія          | 0 – 0   | Кваліфікація ЧЄ 2016 | 2  | 0            | 0  |
| 5 вересня 2015    | Люксембург – Північна Македонія   | 1 – 0   | Кваліфікація ЧЄ 2016 | 5  | 0            | 0  |
| 5 вересня 2016    | Іспанія – Ліхтенштейн             | 8 – 0   | Кваліфікація ЧС 2018 | 4  | 0            | 0  |
| 10 червня 2017    | Словенія – Мальта                 | 2 – 0   | Кваліфікація ЧС 2018 | 5  | 0            | 0  |